# Longaricum
Longaricum era un'antica città romana in Sicilia. Si trovava lungo una strada che partiva da Lilybæum (l'attuale Marsala) e arrivava a Panormus (l'attuale Palermo). La sua precisa posizione è ancora sconosciuta, ma gli studiosi la situano nei pressi di Camporeale.